# Haiku-Pauwela
Haiku-Pauwela est une census-designated place de l’État d'Hawaï dans le comté de Maui, aux États-Unis. En 2010, la population était de 8 118 habitants.

## Démographie
| Groupe            | Haiku-Pauwela | Hawaï | États-Unis |
| ----------------- | ------------- | ----- | ---------- |
| Blancs            | 59,4          | 24,7  | 72,4       |
| Métis             | 23,4          | 23,6  | 2,9        |
| Asiatiques        | 8,1           | 38,6  | 4,8        |
| Océaniens         | 7,1           | 10,0  | 0,2        |
| Autres            | 1,1           | 1,3   | 6,2        |
| Amérindiens       | 0,5           | 0,3   | 0,9        |
| Afro-Américains   | 0,3           | 1,6   | 12,6       |
| Total             | 100           | 100   | 100        |
|                   |               |       |            |
| Latino-Américains | 11,0          | 8,9   | 16,7       |

Selon l'American Community Survey, pour la période 2011-2015, 91,45 % de la population âgée de plus de 5 ans déclare parler l'anglais à la maison, 8,99 % déclare parler l'espagnol, 1,86 % le japonais, 1,69 % le français, 1,41 % une langue polynésienne, 0,64 % le tagalog et 0,92 % une autre langue.
| 1990  | 2000  | 2010  | - | - | - |
| ----- | ----- | ----- | - | - | - |
| 4 509 | 6 578 | 8 118 | - | - | - |